# La maschera maledetta n.2
La maschera maledetta n.2 (The Haunted Mask II) è la trentaseiesima storia della serie horror per ragazzi Piccoli brividi, scritta da R. L. Stine.

## Trama
Steve, un ragazzo di dodici anni, viene severamente punito dopo aver messo in atto uno scherzo ideato dal suo migliore amico Chuck: dovrà allenare una squadra di calcio di bambini di prima elementare, i Porcelli, che fanno di tutto per rovinargli la vita. Dopo l'ennesimo scherzo da parte dei bambini, che sostituiscono il pallone che Steve deve calciare con uno di cemento, Steve si introduce con l’amico Chuck nello stesso negozio di maschere del primo libro, ora chiuso da un anno. L’idea è di rubare due maschere spaventose da usare nel giorno di Halloween per spaventare i bambini. Sorpresi dal proprietario del negozio, i due sono costretti a scappare in fretta, ma prima di fuggire Steve riesce a impossessarsi di una maschera.
Arrivato a casa Steve tira fuori la maschera che si era infilato sotto il golfino e con piacere scopre il volto di un uomo anziano con pelle cadente e incrostata e ragni nei capelli. Si accorge anche che la maschera è stranamente calda. La vigilia di Halloween, dopo aver dato appuntamento per il giorno dopo ai Porcelli davanti all'inquietante Villa Carpenter, Steve indossa la maschera ma inizia a provare delle strane sensazioni. Tenta di toglierla, ma inutilmente e contemporaneamente assume il portamento e i modi di fare di un irascibile uomo anziano. Cerca allora di chiedere aiuto per telefono alla sua amica Carly Beth, la protagonista del primo libro che aveva vissuto un'esperienza simile, ma avendo ora la voce di un vecchio, non viene riconosciuto dai genitori dell'amica, che gli chiudono il telefono in faccia. Decide di recarsi lo stesso all'appuntamento con i bambini, ma questi, invece di spaventarsi, lo credono un vecchio in cerca di aiuto e si offrono molto disponibili. Steve si reca personalmente da Carly Beth, la quale gli rivela che l'unico modo per liberarsi della maschera è trovare un segno d'amore. Steve pensa allora ai biscotti che la madre gli prendeva sempre ma, arrivato a casa, scopre con orrore che li ha finiti il suo cane Sparky. Prova poi ad abbracciare Sparky, sempre molto affettuoso con lui, ma nemmeno questo funziona.
Steve e Carly Beth tornano allora nel negozio dove la maschera era stata rubata. Avvicinandosi a un abito vecchio e pieno di ragni, Steve sente un insopportabile prurito e poi, come per miracolo, la maschera si stacca congiungendosi al vestito, mentre Steve torna normale. I due capiscono allora che quel vecchio abito era il costume da indossare insieme alla maschera. Steve e Carly Beth si avviano verso casa, ma lungo la strada vengono spaventati da un essere mostruoso che si mette a ridere. Steve riconosce la risata del suo amico Chuck che gli confessa di avere un problema: anche lui, prima di fuggire dal negozio aveva rubato una maschera, ma ora gli si è attaccata al viso e non riesce a sfilarla in nessun modo.

## Episodio TV
Da questo libro è stato tratto un episodio TV, ma presenta alcune differenze:
- Nell'episodio TV non si fa cenno alla squadra di calcio allenata da Steve;
- Nell'episodio TV solo Steve ruba una maschera;
- Per togliersi la maschera, Carly Beth gli dice che serve un gesto d'amore: mentre nel libro non viene messo in atto, nell'episodio TV il gesto d'amore viene rappresentato dal mettere in salvo la sua amica Carly Beth dalla maschera maledetta che la voleva assalire.

## Personaggi
- Steve: Un ragazzo di dodici anni, protagonista della storia
- Chuck: Il migliore amico di Steve
- Carly Beth Caldwell: amica di Steve e Chuck, nonché la protagonista del primo libro; dopo quella terribile esperienza non ha più paura di nulla
- I Porcelli: squadra di calcio dei bambini di prima elementare, estremamente vivaci e dispettosi.
- Sabrina: la migliore amica di Carly Beth

## Edizioni
- R. L. Stine, La maschera maledetta n.2, traduzione di Cristina Scalabrini, collana Piccoli brividi, Arnoldo Mondadori Editore, 1997,  p. 160, ISBN 88-04-43357-4.